# 蠢朋克
傻瓜龐克（Daft Punk）是一個創立於法國巴黎的電子音樂團队，由托马斯·本高特和盖-马努尔·德霍曼-克里斯托兩位DJ於1992年組成。他們將浩室與流行電音結合，在1990年代晚期浩室流行時逐漸成名，在法国1990年代的浩室浪潮中产生了非常大的影响，其所創作的音樂在法國浩室中扮演著重要的角色。樂團成員早期的風格亦受海灘男孩、滾石樂隊及化學兄弟等知名樂队影響。
本高特和德霍曼-克里斯托兩人在樂队成立之前都是一個名為Darlin'乐队的成員。Darlin'這個三人乐队創立不到一年即解散，其中一位成員洛朗·布朗科維茲（Laurent Brancowitz）在解散之後加入凤凰乐队，德霍曼-克里斯托及本高特則創立了蠢朋克乐队，创作自己的实验性音乐。樂團在1997年推出首張專輯家庭作业即大獲好評，2001年的第二張專輯更為成功。專輯收錄了如One More Time、Digital Love及“Harder, Better, Faster, Stronger”等許多膾炙人口的單曲。這張專輯內的音樂影片星际5555由日本知名漫畫家松本零士負責製作。
2005年3月，樂队推出了第三張專輯回归，這張專輯得到的評價雖不如前兩張專輯，但收錄的單曲Robot Rock及Technologic還是在英國熱賣。樂队在2006至2007年間進行巡迴音樂會“Alive 2006/2007”，並於2007年推出现场专辑2007，此專輯為樂队在2007年6月14日於巴黎貝爾西體育館表演的錄音。這張專輯獲得了第51屆葛萊美獎最佳電子/舞曲專輯，專輯內收錄的單曲Harder, Better, Faster, Stronger亦獲得同屆葛萊美獎最佳舞曲錄音。樂團後又受邀負責製作電影《创：光速战记》的配樂，並在2010年推出创：光速战记原声带。2013年1月，蠢朋克離開原唱片公司EMI而到索尼音樂娛樂的旗下唱片公司哥倫比亞唱片以籌備新專輯，專輯於2013年5月17日發行。此专辑首发单曲Get Lucky在32个国家的单曲排行榜中均登顶前十名。2014年，乐队凭该专辑获得包括“年度专辑”在内的三座格莱美奖（有一项为混音师所得奖项），而单曲Get Lucky也让其获得了包括了年度制作在内的两项大奖。
蠢朋克以他們經過精心策劃的表演而著名，並將視覺的效果及元素融入音樂中，作品亦皆有如故事般的鋪陳。自2001年以来，蠢朋克大多以机器人的扮相出现在公众视野，而他们的头盔以及手套就是其机器人扮相中很重要的标志。两人为了保持乐团的神秘感，基本都不会接受采访或是在电视节目里出现。
2021年2月22日，蠢朋克在YouTube上發布短片《Epilogue》（尾聲），暗示樂團正式解散。公關於同日向媒體證實解散消息，但目前拒絕透露更多資訊，包含樂團解散的原因。

## 歷史

### 早年（1987－1993年）
蓋-馬努爾·德霍曼-克里斯托與湯瑪斯·本高特在1987年在巴黎就讀同一所中學，他們在相識後即成為好朋友，並與其他學校內的人錄製了一些樣本歌曲。兩人後於1992年與洛朗·布兰科維茲成立了搖滾樂團Darlin'，德霍曼-克里斯托與本高特在Darlin'分別負責彈奏吉他與貝斯，布朗科維茲則負責擔任鼓手。這個團名是來自於他們曾在1993年翻唱過的一首歌《Darlin'》，這首歌由美國搖滾海灘男孩於1967年發行。Darlin'的首次演出是英國樂團立體聲實驗室在發行迷你專輯後受邀到他們的音樂會上表演，但一間英國的音樂杂志Melody Maker形容Darlin'的表演像是「一个愚蠢的朋克式金属乐鞭打」（a daft punky thrash）。樂團過沒多久後就解散了，布兰科維茲之後加入凤凰乐队成為他們的吉他手，德霍曼-克里斯托和本高特則以Melody Maker的評價為名成立傻瓜龐克，他們以鼓機和合成器開始嘗試製作音樂。

### 《家庭作業》（1993－1999年）
傻瓜龐克在1993年巴黎迪士尼樂園的一場銳舞派對遇到了英國浩室樂團Slam其中一位成員斯圖爾特·麥克米倫（Stuart Macmillan），他同時也是索玛唱片的創辦人。二人將他們錄製的樣本歌曲給麥克米倫聽，而後樂團在1994年將這首樣本歌曲錄製成單曲The New Wave並由索玛唱片發行。樂團又將推出這支單曲的重新錄製版本，並取名為Alive。
1995年，樂團發行了單曲Da Funk。這支單曲是樂團首支在商業上表現亮眼的單曲，並被維京唱片相中與他們簽約。本高特在一次訪問中提到，他們為了獲得對樂團有更多的控制權，而拒絕了許多想與他們簽約的唱片公司。最後他們選擇了維京唱片，而且非常滿意與維京唱片的合作。樂團在1997年發行了首張專輯《家庭作業》，先前推出的兩支單曲Da Funk與Alive亦有收錄在此專輯中。這張專輯創新的將科技舞曲、浩室、迷幻浩室與電子音樂融合在一起，是1990年代最具有影響力的電子舞曲專輯之一，其中Da Funk亦有收錄在電影的原聲帶中。而專輯內最成功的單曲無非是Around the World，這首歌中除了電子音樂元素外，歌詞只有不停的重複「Around the World」這句話而已。樂團還邀請史派克·瓊斯、米歇·龔德里及罗曼·科波拉等幾位著名的導演負責製作專輯內單曲的音樂影片，並在1999年发布這些音樂影片的合輯D.A.F.T.: A Story About Dogs, Androids, Firemen and Tomatoes。

### 《迪斯可銀河大作戰》（1999－2004年）

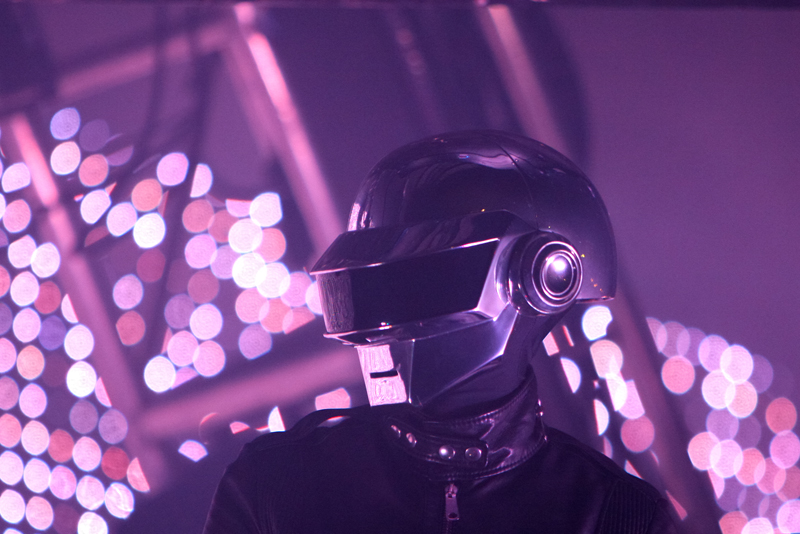
湯瑪斯·本高特於2007年在佛羅里達邁阿密表演

在1999年之前，樂團已經開始籌備他們的第二張專輯，在2001年終於推出了迪斯可銀河大作戰。這張專輯的風格比較偏向流行電音，與樂團的前一張專輯《家庭作業》不大相同。樂團認為這張專輯的主題是在描述孩童探索調皮的模樣，他們在專輯內添加許多1970到1980年代的元素。專輯發行後即在英國專輯排行榜登上第二名，專輯的主打歌One More Time亦也在英國單曲排行榜上獲得第二名的佳績。该歌曲最显著的特征是使用了大量的自动调谐將人聲轉成如合成聲的音色。另兩首單曲Digital Love與Harder, Better, Faster, Stronger也在英國單曲排行榜與告示牌舞曲/電子單曲榜上獲得不錯的成績。樂團也在不久後發行現場专辑1997，收錄了樂團在1997年上的現場錄音。
2003年，樂團推出了自己的電影星际5555，這部電影由日本著名漫畫家松本零士負責製作，樂團說松本零士是他們小時候的偶像。這部電影後來也分段剪輯成《迪斯可銀河大作戰》內歌曲的MV並被上傳到YouTube上。同年樂團推出了首張混音專輯Daft Club，這張專輯收錄許多家庭作業與迪斯可銀河大作戰單曲的重混版本。

### 《回歸》（2004－2009年）
在2004年9月13日到11月9日這六週的期間，傻瓜龐克開始計畫製作新的素材。2005年3月，樂團正式發行新專輯回归。這張專輯的評價較前兩張專輯來得差，大部分的評論員認為此專輯過於重複同樣的東西，並感覺製作略顯粗糙。雖然評價不高，但收錄的單曲Robot Rock及Technologic依舊銷售亮眼。2006年4月4日，樂團推出了一張精選輯Musique Vol. 1 1993–2005，裡面包括一張收錄15支經典歌曲的CD與收錄12支音樂影片的DVD。樂團後又在日本特別發行的重混專輯回归混音专辑，專輯內還特別附送兩隻傻瓜龐克外型的Kubrick人型玩偶。

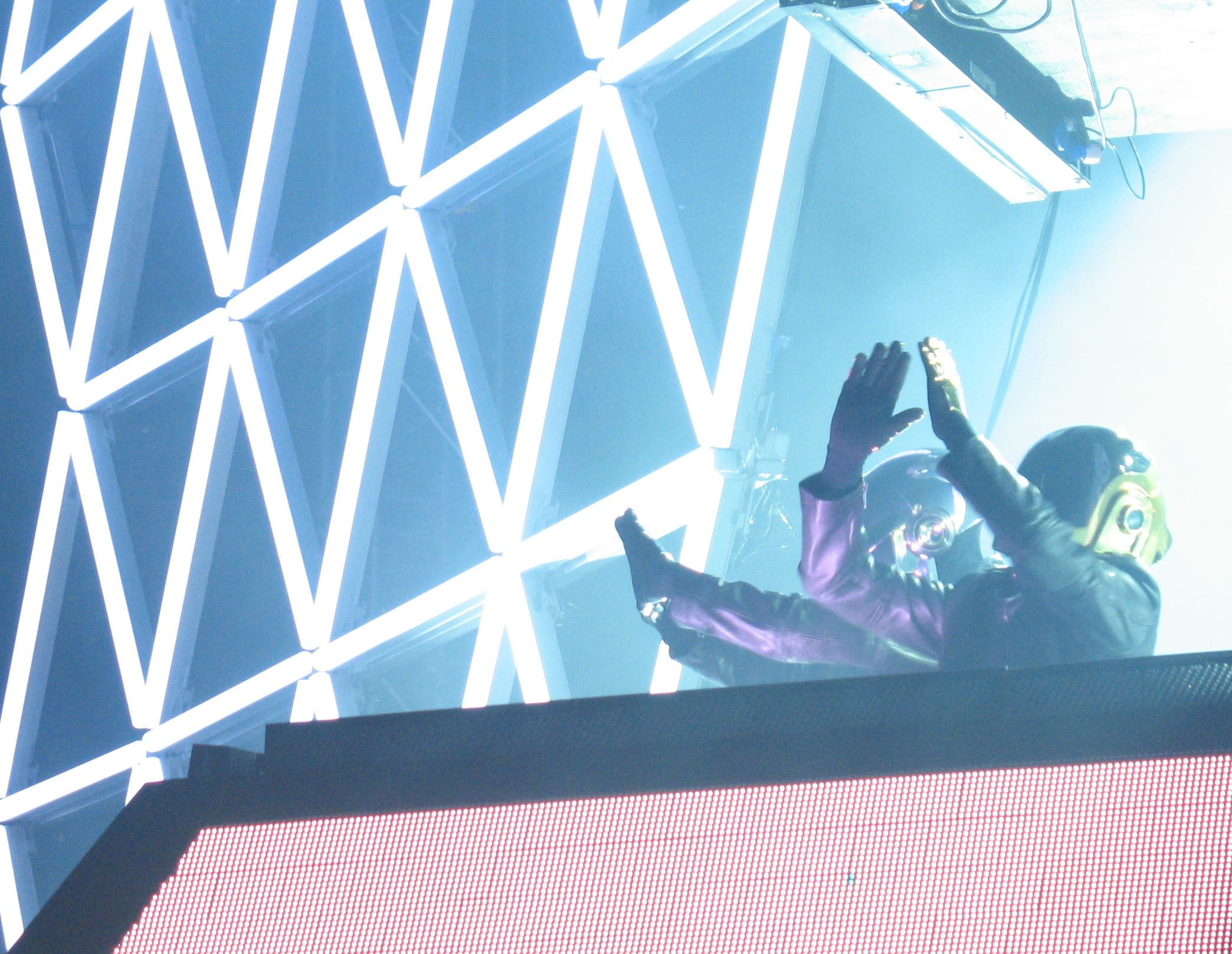
傻瓜龐克在2007年7月27日於美國加州柏克萊表演

2006年5月21日，傻瓜龐克在坎城影展的分支「導演雙週」單元上首映他們自導的電影《傻瓜龐克之機器人現形記》，與前兩部D.A.F.T.和星际5555不同的是，這部電影並未包含傻瓜龐克所做的音樂。這部電影在2007年3月下旬曾經在巴黎的電影院上映過，並且獲得較正面的評價。
樂團在2007年11月19日發行第二張現場專輯Alive 2007，收錄了樂團在Alive 2006/2007巡迴音樂會其中一場2007年6月14日於巴黎貝西體育場表演時的錄音。其中收錄了迪斯可銀河大作戰內的一首單曲Harder, Better, Faster, Stronger的現場版本。這張專輯後來獲得了第51屆葛萊美獎的最佳電子/舞曲專輯，而该歌曲的現場版本亦獲得最佳舞曲錄音。2008年，在DJ雜誌公佈的百大DJ排行榜中，傻瓜龐克從前一年的71名大幅提升，佔據第38名。

### 《創：光速戰記》（2009－2010年）
在2009年發行的單機遊戲《DJ Hero》中收錄了12首傻瓜龐克的重混歌曲。遊戲中玩家亦可以用傻瓜龐克來作為玩家使用的角色，並在一個獨特的場地中表演。角色頭戴著《迪斯可銀河大作戰》中的機器人頭盔，並身穿《回歸》中的皮革外衣。樂團也出現在遊戲的續集《DJ Hero 2》中，其中收錄了樂團的一首歌《Human After All》的重混版本。
在2009年的聖地亞哥國際動漫展中，《創：光速戰記》釋出24首由傻瓜龐克創作的原聲帶歌曲，由美國電影音樂製作人Joseph Trapanese策劃製作。導演約瑟夫·柯金斯基希望傻瓜龐克能將管弦樂與電子音樂的元素融合在一起。電影的其中一個預告片還是以傻瓜龐克以及他們在電影裡的歌曲《Derezzed》為特點。儍瓜龐克亦在電影中飾演兩個DJ程式。電影的原聲帶於2010年12月6日發行，《Derezzed》的音樂影片也在同一天於MTV上首映。這部音樂影片主要在描述傻瓜龐克在電影裡的場景Flynn's Arcade遊玩遊戲，對手是奧利維亞·魏爾德所飾演的女主角柯拉。此部電影於iTunes Store上架後，購買電影時會一併下載音樂影片。華特迪士尼唱片在2011年4月5日又發行此原聲帶的重混版本《Tron: Legacy Reconfigured》。
2010年，傻瓜龐克獲得了法蘭西藝術與文學勳章，本高特和德霍曼-克里斯托分別獲得了騎士爵位。

### 《超時空記憶體》（2011年－2021年）
樂團原先的唱片公司Soma Quality Recordings在2011年發行了一張記念唱片公司成立20年的專輯，其中收錄了一首樂團以前從未公開的單曲《Drive》，這首歌大概是在樂團成立初期製作《Da Funk》時同期製作。2011年10月，DJ雜誌公佈年度百大DJ排行榜中將樂團排至第28名。在2012年1月19日Mixmag所公佈的史上前20大電子音樂藝人排行榜中，傻瓜龐克被排至第二名，僅次於英國傳奇樂團超凡樂團。
在2008年開始，傻瓜龐克即開始與保羅·威廉斯與Chic樂團的吉他手Nile Rodgers開始籌備他們的第四張專輯。保羅·威廉斯和Nile Rodgers都曾經在幾次的訪問中提到此張專輯的合作。Nile Rodgers提到在他與傻瓜龐克見面時還對他們演奏了一段即興演奏，之後他們就決定要合作。保羅·威廉斯原曾提到專輯將會於2012年6月左右發表，但後來又更正不會那麼早發表。2012年年中，喬治歐·莫瑞德和Chilly Gonzales也開始參與此張專輯製作的行列。Chilly Gonzales還透露專輯將於「下個春天」發行。
2012年10月，樂團為艾迪·斯理曼在伊夫聖洛朗的時裝秀提供一首他們混合藍調音樂家Junior Kimbrough的歌曲的音軌。同年他們在DJ雜誌的百大DJ排行榜從28名降至44名。
在2012年11月爵士四人行的成員Nathan East的專訪當中提到，他亦將參與這張專輯製作的計畫。2013年2月，德霍曼-克里斯托說新專輯將由哥倫比亞唱片發行，並確定將於該年春天發行的說法。衛報的一則報導更進一步指出專輯應於該年5月發行。2013年2月28日，樂團在其Facebook頁面貼出一張照片，為一個樂團專屬的機器人頭盔，且在右下角有一排哥倫比亞唱片的標誌。3月2日，樂團在週六夜現場上釋出一段有關於新專輯的廣告。
2013年3月23日，專輯已可以在iTunes Store上預購，並確定專輯名稱為《超時空記憶體》。4月3日，樂團在網站上釋出一系列的影片《Collaborators》，內容關於幾位參與專輯製作的音樂家對於製作這張專輯的看法。有消息指出樂團將要於5月17日在澳洲小鎮Wee Waa發行此張專輯。4月12日，有部關於專輯內單曲《幸运儿》（Get Lucky）的預告影片在科切拉音樂節上釋出，同月19日單曲的電台版本開放在iTunes Store數位下載。單曲亦在不久後登上英國單曲排行榜的第一名，專輯也在隨後登上告示牌二百強專輯榜的榜首。根據統計，《超時空記憶體》在專輯發行兩週內於美國就銷售達43.2萬張。傻瓜龐克也受邀負責製作肯伊·威斯特於2013年發行的專輯《伊穌基督》。
乐团原定出现在8月6日的《科尔伯特报告》上宣传新专辑《超时空记忆体》，但由于要在2013年MTV音乐录影带大奖上表演而发生义务冲突。按照斯蒂芬·科尔伯特所述，两人此前并不知道任何的排他协议，早上刚要参加录影，就被MTV的高官叫停。不过科尔伯特广播了自己精心准备的与众多名人跳《幸运儿》的片段，其中包括休·劳瑞、杰夫·布里吉斯、吉米·法伦、布莱恩·克兰斯顿、乔恩·斯图尔特、亨利·基辛格、马特·达蒙和火箭女郎。在音乐录影带颁奖礼上，乐团推出了单曲《Lose Yourself to Dance》的预告片，并获得与罗杰斯和法瑞尔获得“最佳女性视频”奖。
第56届格莱美奖上，超时空记忆荣获“最佳电子/舞曲专辑”、年度专辑、最佳专辑，《幸运儿》荣获“最佳流行组合/团体”和“年度最佳唱片”。乐团还与罗杰斯、法瑞尔和史提夫·汪达现场演绎了《幸运儿》、《Le Freak》、《Harder, Better, Faster, Stronger》、《Another Star》、《Lose Yourself to Dance》、《Around the World》的歌曲串烧。法瑞尔随后亦公布其第二张录音室专辑《G I R L》，乐团在专辑中歌曲《Gust of Wind》有客串演出。

## 解散
2021年2月，傻瓜龐克釋出名為《Epilogue》的短片，宣布了團體的解散。

## 啟發
本高特和德霍曼-克里斯托表示他們曾受過許多不同的音樂家影響他們的音樂風格。在他們成立傻瓜龐克前，他們曾經參考艾爾頓·強、MC5、滾石樂團、海灘男孩及丑角合唱團等的風格，受他們啟發而創立了Darlin'樂團。本高特說：「那個時候的可能有些青少年的想法，就像你知道的，大家都想要待在樂團裡。」1990年代初期，樂團從搖滾與迷幻浩室中獲取靈感創作音樂。德霍曼-克里斯托認為原始吶喊的專輯《吶喊症候群》是一張極有影響力的專輯，他們「把任何風格都集合在一起」。
《家庭作業》的專輯內頁中包含了樂團對許多音樂家的感謝辭，還引用了布萊恩·威爾森的一句話。本高特說：「在威爾森的音樂中，你可以感覺到它的美——而且還很有精神。就像巴布·馬利的音樂一樣。」在問到這張專輯相關的音樂參考時，本高特說：「在我們之前你們已經有法蘭基·奈克魯斯跟胡安·阿特金斯了。現在你們可以做的就是為那些不知名但卻有影響力的人致敬。」其中專輯內的一支單曲《Teachers》更是提到，這支單曲是受Romanthony和Todd Edwards啟發的。德霍曼-克里斯托表示：「他們的音樂深深的影響了我們。他們做的音樂，包括鼓聲、Romanthony的歌聲、情感和靈魂－都是今天我們所做的音樂的一部分。
Romanthony和Edwards後來也有參與下張專輯《迪斯可銀河大作戰》的製作。在這張專輯中傻瓜龐克把重點放在新風格的電子音樂，這張專輯受到艾費克斯雙胞胎的歌曲《Windowlicker》的啟發。本高特說：「它既不是一個乾淨的俱樂部音樂，也不是一個很弛放及緩拍電子的鬆弛音樂。」樂團在這張專輯中還使用舊式的設備以模擬先前的音樂家所做出的聲音。德霍曼-克里斯托說：「在《Digital Love》這首歌的橋中，你會感覺到有超級流浪漢合唱團的氛圍。」這首歌是由Wurlitzer電鋼琴所發聲的。但德霍曼-克里斯托又在後來的訪問中澄清：「我們並沒有列一個我們喜歡的音樂家的清單，抄襲他們的音樂。」
在一次的訪問中，本高特也提到安迪·沃荷也是啟發他們的其中一個音樂家。之後樂團受邀製作《創：光速戰記》的配樂，樂團表示在這次計畫中受到了溫蒂·卡洛斯的影響。《創：光速戰記》的前集《電子世界爭霸戰》的配樂即是卡洛斯所做的。至於
《超時空記憶體》這張專輯則是受到佛利伍麥克、杜比兄弟和老鷹合唱團等知名樂團影響。

## 視覺組件和影像
傻瓜龐克還以用視覺組件搭配其音樂製作著名。如《家庭作業》的音樂影片中將重點都放在角色與內容上，而不是音樂上。《迪斯可銀河大作戰》的音樂影片甚至就是一部電影《銀河生死戀5555》。
他們對人展現的樣貌也隨時間有了不同的變化。在《家庭作業》時期，他們通常都戴著一副面具出席各種場合，或是以動畫的形式表現。他們很少有露面的照片，在《家庭作業》中是有一張模糊的相片。在後來《迪斯可銀河大作戰》時期，這時樂團的可見度逐漸提高，他們都戴著一個未來感的機器人頭盔在公共場合出現。他們的造型是由美國設計師Tony Gardner和Alterian公司所設計的，包括了以LED裝飾的運動頭盔和金屬質感的手套。本高特曾說：「我們不是故意要裝成機器人的。那要從1999年9月9日早上9時9分開始說起。當時我們正在做音樂，但突然爆炸了。當我們醒來後，我們發現我們已經變成機器人了。」
傻瓜龐克表示當他們穿上機器人裝時，他們可以將機器與人類的特點都表現出來。但本高特後來又解釋，最初會穿戲服表演是因為他們有些害羞，不過他又說：「但後來似乎觀眾覺得這樣很刺激。在普通人身上加點特別的東西確實是個好點子。」當被問到他們在穿上機器人裝時是否想與平常有著不一樣的表現時，本高特說：「不，我們不必。我們不需要為了什麼壓抑自己。不過這確實有點像進階版的華麗搖滾，它絕對不是你自己。」在發行專輯《回歸》期間，樂團的服飾變得稍微簡約，黑色皮夾克加上皮褲，和比《迪斯可銀河大作戰》時期簡單一些的機器人頭盔。這套服飾由艾迪·斯理曼設計。
本高特說，樂團會盡量不在影片中出現。雖然樂團很少參與訪談，本高特還是被視為樂團內較健談的一個。關於樂團越來越知名以及他們的星途，本高特說：

「我們不相信明星制度。我們想專注在音樂上。如果我們要創造圖像的話，那個圖像一定是假的。隱藏我們的身軀並展示我們對星途的看法，這並不能妥協。」

「我們的確是想把私人事務與公開事務分開。其實只是我們對這整個有點不好意思。我們不想玩明星制度那套，我們不想在街上被認出來。沒錯，大家現在都可以接受我們在媒體上機器人的樣子，這讓我們很高興。也許有些人不能認同我們的作法，但這就是我們想做的。音樂就是我們最可以貢獻的東西，剩下的只是把它當回事的人自己的，通常都很無聊。」

在同一次訪談中，本高特也回答了一個關於如果星途能避免的問題。

「對，我知道大家都瞭解我們在做什麼，我也知道也許很多人喜歡我們這樣做。人們都知道你不需要在雜誌封面秀出你的臉就可以做出好音樂。例如某些畫家或其他藝術家，你可能不知道他們是誰，但是你知道他們做了什麼。我們很高興這個概念越來越被接受。在法國，只要你說傻瓜龐克，我很確定可能有好幾百萬人都有聽過這個名字，但可能只有幾千個人知道他們長什麼樣子——這就是我們現在在做的事。我們控制住，不是我們的身體，是我們的個人。我們不想在遇到跟我們年齡相仿的人時，與我們握手並說：『我可以跟你們拍張照嗎？』因為我們覺得我們跟他們是差不多的。女孩們，她們愛上了我們的音樂，但不是我們。你不一定要犧牲些什麼才能獲得成功。穿著裝扮的我們可能比較有趣些，普通的照片很無趣。我們不想要有那些搖滾的姿勢跟態度，那些非常愚蠢及可笑。」

在拍攝《傻瓜龐克之機器人現形記》還有宣傳期間，樂團用了一些方法來避免露面。如有時在訪談中，樂團是背對著訪談。2006年10月，樂團在電視台受訪時以黑色衣服套住頭部接受訪問。樂團偽裝的特性也為樂團大大的提升了知名度，樂團的機器人裝扮和皮夾克也常被拿來與Kiss合唱團或伊吉·帕普比較。本高特說：「戴著頭盔其實很熱，但等我戴過之後，我就習慣了。」他還說：

「我們不喜歡做重複的事。但無論戴著頭盔或創造一個新角色都把虛構與真實結合在一起，我們所做的非凡的事充滿了歡樂。我們很高興能回饋給群眾。」

## 現場演出

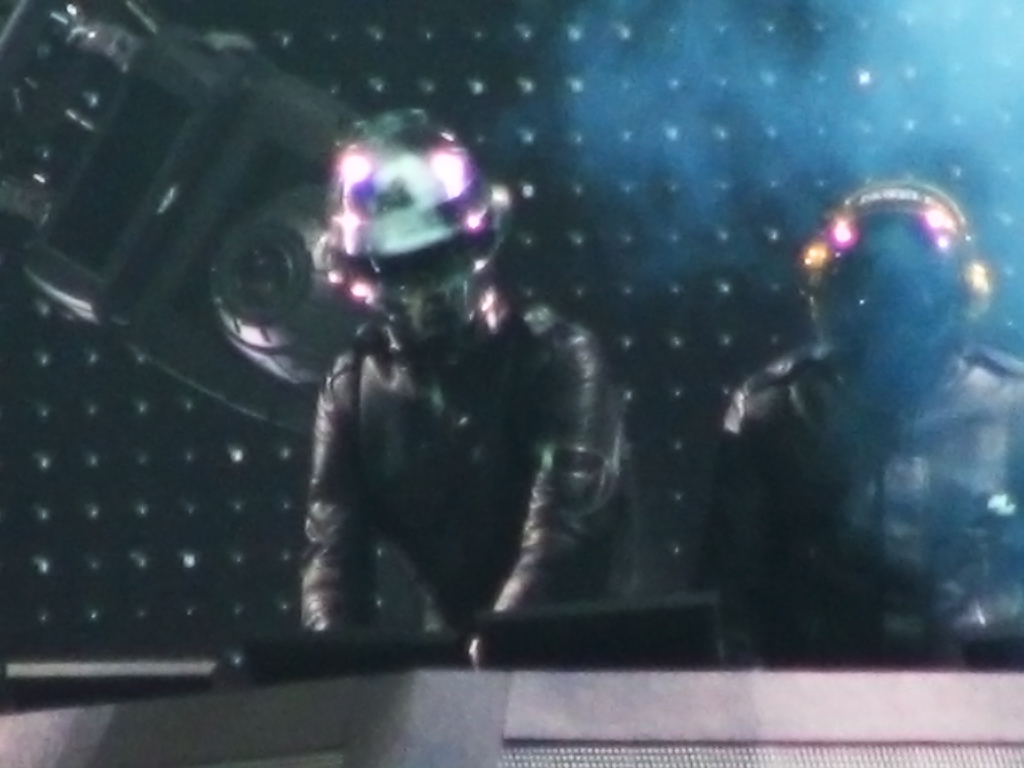
傻瓜龐克於2006年的科切拉音樂節上表演

在1990年代中後期，傻瓜龐克在許多地方進行表演，當時他們有時不著機器人裝扮表演。1996年傻瓜龐克在美國威斯康辛州進行了樂團首次的表演。除了一般的現場表演以外，樂團後也在幾個夜店內使用他們蒐集的黑膠唱片進行表演。當時他們在DJ表演時，擅於將幾種不同的風格融合起來。
1997年的秋天，樂團開始了《Daftendirektour》世界巡迴表演，並籌劃專輯《家庭作業》。在這次的巡演，他們使用他們錄音室的設備現場表演。本高特說：「所有設備都是同步進行的——包括鼓機和低音。音序器輸出聲音並控制了節奏和小節。我們將一層一層的音樂和片段組成了我們想做出的完整結構。」1997年5月25日傻瓜龐克在英國的Tribal Gathering音樂節與衛星軌道合唱團和發電廠樂團一同表演。同年11月8日，樂團在英國伯明罕表演，這場表演後被錄製成《現場精選1997》現場專輯。
2006年初，傻瓜龐克宣佈了幾場將在夏天舉行的特別音樂會。4月29日，樂團在加州的科切拉音樂節上表演。自從樂團於1997年的首次演出開始，樂團在美國就受到極大的歡迎。本高特在這次演出期間首次受邀訪問，表示他們會將最近某場的表演錄製成DVD，但他後來又強調這部DVD不會發行。他們認為那些網路上愛好者專業拍攝的表演影片更是引人注目。在德霍曼-克里斯托接受邁阿密先驅報的一場訪問中，他提到2006年11月11日的表演是傻瓜龐克在2006年的最後一場演出，爾後他們會準備進行更多的表演。樂團後也確定在2007年6月於巴黎貝西進行一場表演，這場表演後被錄製成《現場精選2007》發行。樂團又先後宣布在6月於英國與於蘇格蘭的表演、7月於愛爾蘭的表演與8月於美國Lollapalooza音樂節的表演。傻瓜龐克後宣布這整個的巡迴演出將被稱為《Alive 2007》。
傻瓜龐克在2007年6月10日於蘇格蘭RockNess音樂節的演出，是在尼斯湖岸一個可以容納1萬人的大帳篷裡表演。雖然這場表演音有點延遲而造成大家稍不滿意（這段有點不太正確，youtube上所發布的影片中只有出現小部分燈光錯誤，但表演音則沒有延遲），觀眾還是在他們進場時大聲歡呼。帳篷還拆了一小部分讓外面的人也可聽到傻瓜龐克的表演。6月16日，樂團在英國O2 Wireless音樂節的表演也受到了熱烈的迴響。泰晤士報報導這場表演為「難忘的感官饗宴，眼花繚亂還震耳欲聾」，英國報紙ThisisLondon則說是「一套幾近完美的電子欣快症」。7月8日樂團在愛爾蘭的Oxegen音樂節上演出，這場表演開始前還播了一小段《傻瓜龐克之機器人現形記》的預告片。有幾間媒體稱傻瓜龐克是整個音樂節上的焦點，新音樂快遞稱表演有如「機器人般的壯觀」。4天後樂團在義大利杜林的一個音樂節上演出。8月3日，樂團在芝加哥Lollapalooza音樂節的AT&T舞台上演出。這場表演受到Pitchfork雜誌稱讚，形容是「極需要的提示、還有力的電源、能溝通的流行」。樂團也在8月5日於加拿大多倫多與8月7日於美國紐約布魯克林區進行表演。

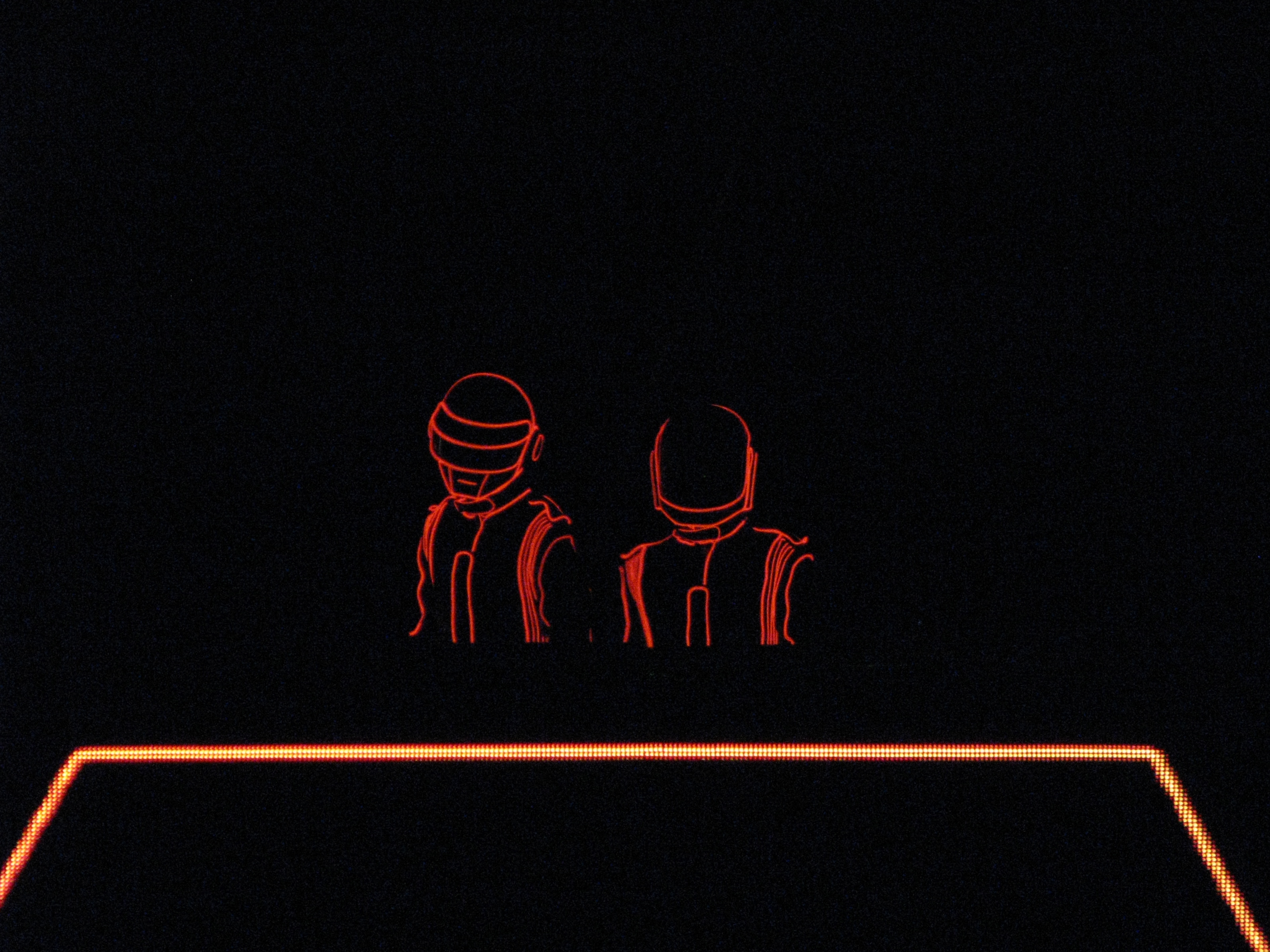
樂團在2007年於雪梨表演時的一張近照

樂團為路易威登在2007年10月7日的2008年春夏女裝發表秀創作了大部分的音樂。樂團也在10月27日於拉斯維加斯的Vegoose萬聖夜音樂節上與討伐體制樂團、謬思合唱團和石器時代女王一同表演。10月月底，樂團在墨西哥城進行表演。傻瓜龐克在2007年11月至12月於澳洲進行了在澳洲進行巡演，這是樂團於澳洲的首次演出，所到之處有墨爾本、伯斯、布里斯本與雪梨等地。樂團的經紀人表示樂團於12月22日於雪梨的表演是樂團於2007年的最後一場表演。此次表演除了音樂演出外，還有金字塔狀的燈光秀，售票時還創下了當時傻瓜龐克表演門票最快售罄的紀錄。樂團後宣佈在2008年將不會舉行巡演，轉向開始一個新計畫。
傻瓜龐克在2008年2月10日舉辦的第50屆葛萊美獎頒獎典禮上場演出，在洛杉磯史坦波中心的舞台上與肯伊·威斯特一同表演他的單曲《Stronger》。在這次演出中，樂團使用了4個JazzMutant公司出品的Lemur音序器表演。一份報導指出這次的表演是樂團首次於電視節目上演出。本高特的妻子，法國女星艾羅蒂·布雪亦有參與這此的頒獎典禮。
2009年2月，有一個網站稱傻瓜龐克要在2009年舉辦巡演，網站中還提到樂團要在2月13日於中國上海舉辦音樂會。該網站後來被證明為詐騙網站，銷售假的門票以詐騙門票錢。樂團宣佈2009年樂團將不會舉行巡演，但他們可能會在2010至2011年至中國表演。樂團也聲明爾後會將所有的消息公佈在樂團的MySpace頁面中，該頁面也用以確認一些謠言的真實性。
2010年9月，美國音樂媒體The Daily Swarm報導傻瓜龐克將為電影《創：光速戰記》宣傳，在幾個大城市現場演出。傻瓜龐克也在鳳凰樂團於2010年10月20日於紐約麥迪遜廣場花園的演出上擔任特別來賓。傻瓜龐克剛開始播放《Harder, Better, Faster, Stronger》和《Around the World》的旋律，並結合進鳳凰樂團的歌曲《1901》中。傻瓜龐克還添加了一些他們截取自如《Rock'n Roll》、《Human After All》和本高特自己創作的《Togeher》等，幾首歌曲的內的元素。

## 媒體表現
傻瓜龐克在主流媒體上的曝光也為樂團增加了許多知名度。 傻瓜龐克曾身穿美國服飾品牌蓋璞（GAP）的衣服，與茱麗葉·路易絲一同出現在蓋璞的廣告上，該廣告的背景音樂即是傻瓜龐克的著名歌曲《Digital Love》。2001年夏季，傻瓜龐克專輯《迪斯可銀河大作戰》的宣傳廣告在卡通頻道的子頻道Toonami上播出。該專輯的音樂影片與影片的合輯電影《銀河生死戀5555》也在隨後推出，傻瓜龐克在電影中友情客串出現。樂團也在索尼移动通信的Premini Phone的廣告上出現。2010年，傻瓜龐克穿著星際大戰樣式的服裝出現在愛迪達的廣告上。
傻瓜龐克也曾在其他藝術家的作品中被提到。美國另類樂團液晶大喇叭的首支單曲《Losing My Edge》的歌詞內有一段「play Daft Punk to the rock kids.」。液晶大喇叭還有一支單曲《Daft Punk Is Playing at My House》，這首歌的歌名即提及了傻瓜龐克，這首歌在英國單曲排行榜曾經登上29名，並入圍第48屆葛萊美獎最佳舞曲錄音。比利時樂團Soulwax為這首歌做的重混版本，也添加了許多傻瓜龐克與湯瑪斯·本高特的元素。荷蘭音樂計畫Le Le的歌曲《Number 1 Girl》有提及到許多音樂家的名字，其中也包含了德霍曼-克里斯托湯瑪斯·本高特的名字。在紐西蘭樂團痞客二人組於HBO的同名影集《痞客二人組》中，有一集《Sally》中的一首歌《Robots》的影片中，也出現了傻瓜龐克的服飾。不過痞客二人組的團員Jemaine Clement卻說：「它其實不像傻瓜龐克，我們想要一套更像傻瓜龐克的服飾。」
傻瓜龐克的幾首歌也曾被其他音樂家當作音樂元素取樣使用。《Technologic》即被音樂製作人史威茲·畢茲在巴斯達韻的一首歌《Touch It》中取樣使用。在《Touch It》釋出的一個重混版本中，美國饒舌歌手蜜西·艾莉特即唱著《Technologic》中的一段歌詞「touch it, bring it, pay it, watch it, turn it, leave it, start, format it.」。肯伊·威斯特2007年發行，收錄在專輯《畢業特典》中的單曲《Stronger》也加入了《Harder, Better, Faster, Stronger》的歌聲取樣，傻瓜龐克的機器人裝亦有出現在其音樂影片中。其他還有如《家庭作業》中的一首歌《Daftendirekt》被珍娜·傑克森2008年《Discipline》專輯中的單曲《So Much Betta》取樣。《Aerodynamic》被威力2008年的單曲《Summertime》取樣。《迪斯可銀河大作戰》的《Veridis Quo》被潔絲敏·蘇莉雯2008年專輯《Fearless》的歌曲《Dream Big》取樣。加拿大DJ Marc Mysterio與Téo Moss和歌手Yardi Don於2009年釋出一個《One More Time》的翻唱版本。《All Around The World》被JoJo於2009年的單曲《You Take Me (Around the World)》取樣。《Harder, Better, Faster, Stronger》被The Fall於2010年的單曲《Cowboy George》取樣。
傻瓜龐克還為其他音樂家製作歌曲。他們製作了日本嘻哈團體照燒男孩首張專輯《Beef or Chicken》內的首支單曲《HeartBreaker》，這首歌取樣了《Human After All》。傻瓜龐克也製作了N.E.R.D的單曲《Hypnotize U》。傻瓜龐克也為電影《創：光速戰記》製作配樂，樂團亦有在電影內客串「End of Line」夜店內的兩個DJ程式。
2011年，可口可樂公司推出傻瓜龐克特別版的可口可樂瓶，名為「Daft Coke」，僅在法國販售。2012年11月，辛普森家庭的其中一集《The Day the Earth Stood Cool》中，Disco Stu戴了一個與本高特的頭盔極相似的頭盔。傻瓜龐克也為伊夫聖洛朗的「Music Project」與寇特妮·洛芙一同接受攝影。樂團在這次攝影中換上了由艾迪·斯理曼為他們設計的新服飾。傻瓜龐克還於2013年摩納哥大獎賽期間為蓮花F1車隊代言，車隊將傻瓜龐克的標誌打印在賽車車體上。

## 作品
- 《家庭作业》（1997年）
- （2001年）
- 《回归》（2005年）
- 《超時空記憶體》（2013年）

## 獎項

### 全美音乐奖
| 年份 | 獲提名  | 獎項                 | 結果 |
| ---- | ------- | -------------------- | ---- |
| 2013 | Da Funk | 最受欢迎电子音乐艺人 | 提名 |

### 格萊美獎
| 年份   | 獲提名                        | 獎項                     | 結果 |
| ------ | ----------------------------- | ------------------------ | ---- |
| 1998年 | Da Funk                       | 最佳舞曲錄音             | 提名 |
| 1999年 | Around the World              | 最佳舞曲錄音             | 提名 |
| 2002年 | One More Time                 | 最佳舞曲錄音             | 提名 |
| 2002年 | Short Circuit                 | 最佳流行樂演奏           | 提名 |
| 2006年 | 回歸                          | 最佳電子/舞曲專輯        | 提名 |
| 2009年 | 現場精選2007                  | 最佳電子/舞曲專輯        | 獲獎 |
| 2009年 | Harder Better Faster Stronger | 最佳舞曲錄音             | 獲獎 |
| 2012年 | 創：光速戰記                  | 最佳影視媒體作品配樂專輯 | 提名 |
| 2014年 | 超时空记忆                    | 年度最佳专辑             | 獲獎 |
| 2014年 | 超时空记忆                    | 最佳电子/舞曲专辑        | 獲獎 |
| 2014年 | 超时空记忆(音频工程师获奖)    | 最佳非古典类混音工程专辑 | 獲獎 |
| 2014年 | “幸运儿”（Get Lucky）         | 最佳流行组合表演         | 獲獎 |
| 2014年 | “幸运儿”（Get Lucky）         | 年度制作                 | 獲獎 |

### 全英音樂獎
| 年份   | 獲提名       | 獎項         | 結果 |
| ------ | ------------ | ------------ | ---- |
| 1998年 | 傻瓜龐克     | 最佳國際團體 | 提名 |
| 1998年 | 傻瓜龐克     | 最佳國際新人 | 提名 |
| 2002年 | 蒙福之子樂團 | 最佳國際團體 | 提名 |
| 2002年 | 回歸         | 最佳國際專輯 | 提名 |

### MTV音樂錄影帶大獎
| 年份   | 獲提名                         | 獎項           | 結果 |
| ------ | ------------------------------ | -------------- | ---- |
| 1997年 | Around the World               | 國際觀眾票選獎 | 提名 |
| 2013年 | Get Lucky（feat. 菲瑞·威廉斯） | 最佳夏日歌曲   | 提名 |

### MTV歐洲音樂大獎
| 年份   | 獲提名                | 獎項         | 結果 |
| ------ | --------------------- | ------------ | ---- |
| 1997年 | 傻瓜龐克              | 最佳舞曲     | 提名 |
| 1997年 | Around the World      | 最佳影片     | 提名 |
| 2001年 | 傻瓜龐克              | 最佳舞曲     | 提名 |
| 2001年 | 傻瓜龐克              | 最佳法國藝人 | 提名 |
| 2001年 | www.daftpunk.com      | 最佳網站     | 提名 |
| 2013年 | 傻瓜龐克              | 最佳電音     | 提名 |
| 2013年 | 傻瓜龐克              | 最佳法國藝人 | 提名 |
| 2013年 | “幸运儿”（Get Lucky） | 最佳歌曲     | 提名 |

## 外部連結
- 官方网站
- 傻瓜龐克在Allmusic上的頁面
- 傻瓜龐克的Facebook專頁
- 傻瓜龐克的MySpace主頁
- 傻瓜龐克在互联网电影资料库（IMDb）上的資料（英文）
- 傻瓜龐克在MusicBrainz上的頁面（英文）
- YouTube上的DaftPunkVEVO頻道